# Féroces infirmes, retour des pays chauds

Féroces infirmes, retour des pays chauds (titre original : Fierce Invalids Home from Hot Climates) est le plus long roman de l'auteur américain Tom Robbins, paru en 2000 aux États-Unis puis en 2001 en France (aux éditions du Cherche midi, traduit par Jean-Luc Piningre). 

## L'histoire
Nous suivons les pérégrinations sur 4 continents de Switters, un agent de la CIA davantage porté sur le sexe et la rigolade que sur la défense des intérêts américains : de l'Amérique du Sud et sa rencontre avec un sorcier indien, en passant par la Californie et ses amours contrariées avec sa demi-sœur mineure, la Syrie et la découverte d'un étrange couvent de nonnes françaises, et enfin un final au Vatican pour rencontrer le Pape Jean-Paul II... et tout cela sur un fauteuil roulant !

## Thèmes et ton du livre
Dans son style caractéristiques qui lui ont valu le surnom de « Houdini de la métaphore », Robbins élabore un récit picaresque et drôle, où le thème de la virginité occupe une place centrale : le héros est un quasi-satyre, obnubilé par les (très) jeunes filles, qui connait le mot désignant le sexe féminin en 71 langues.
Ses aventures le poussent à s'intéresser aux apparitions de Fátima et aux prédictions qui y auraient été faites par la Vierge Marie.
Il est aussi victime d'un tabou, malédiction lancée par un chamane de la forêt amazonienne.
Le titre du livre fait référence à un poème de Rimbaud.